# BBC Radio Ulster
BBC Radio Ulster (irl. BBC Raidió Feabhail) – brytyjska stacja radiowa należąca do publicznego nadawcy radiowo-telewizyjnego BBC i pełniąca w jego sieci rolę głównej rozgłośni regionalnej dla Irlandii Północnej. Stacja ruszyła 1 stycznia 1975 roku i zastąpiła pasma regionalne nadawane wcześniej, z zastosowaniem rozszczepienia sygnału, przez BBC Radio 4.
Stacja ma charakter ogólnotematyczny, zaś głównym miejscem produkcji jej audycji jest ośrodek BBC w Belfaście. Posiada także mniejsze placówki w całej Irlandii Północnej. Jest dostępna w analogowym i cyfrowym przekazie naziemnym, a poza Irlandią Północną można jej słuchać za pośrednictwem wszystkich brytyjskich satelitarnych platform cyfrowych oraz w Internecie. 